# Dado Topić
Adolf "Dado" Topić (Siverić, 4. rujna 1949.), hrvatski je glazbenik, skladatelj, tekstopisac, aranžer, gitarist i rock pjevač. Rođen je u Siveriću, ali se obitelj ubrzo potom preselila u Novu Gradišku. Glazbom se počinje baviti u srednjoj školi kao član sastava "Đavolji eliksiri". Kasnije postaje član sastava Korni grupa ali popularnost stječe sa zagrebačkim sastavom Time, kojega osniva zajedno s Vladimirom Mihaljekom. Nakon raspada Timea počinje sa svojom samostalnom karijerom koja traje sve do danas.

## Počeci karijere
Glazbenu karijeru Topić je počeo kao srednjoškolac u sastavu "Đavolji eliksiri" u kojoj je gitaru svirao Josip Boček. Topić je svirao bas i pjevao. Kasnije su obojica svirali u grupi "Lavine", da bi se 1967. priključili najuspješnijoj postavi osječkih "Dinamita". 
Prve "Dinamite" činili su pjevač Krunoslav "Kićo" Slabinac, gitarist Antun Nikolić, basist Alberto Krasnići, klavijaturist Vlada Lazić i bubnjar Ratko Divjak. Kada su Slabinac i Nikolić otišli u vojsku, rad sastava nastavili su Topić, koji je prešao na ritam gitaru i prvi puta zapjevao, te Boček, Divjak i Alberto Krasnići. Topić je vrlo brzo izgradio reputaciju odličnog vokala soul i blues glazbe. "Genijalci iz Osijeka", kako su ih tada nazvali, svirali su samo tuđe skladbe, a za njima nije ostao nijedan studijski snimak. Prethodni "Dinamiti" zabilježeni su snimkama iz 1967. "Čađava mehana" i "Čačak kolo" na kompilacijskim kompakt diskovima "Yu retrockspektiva" (Komuna 1994.). 
U ljeto 1969. iz Njemačke se vratio gitarist Vedran Božić (rođ. 1946. u Zadru) koji je po klubovima svirao sa zagrebačkom grupom "Roboti". Po raspadu "Robota" osnovao je sastav "Wheels Of Fire" koji su jednom prilikom u klubu svirali s Jimijem Hendrixom. Pod dojmom njegove priče Topić je nagovarao ostale iz "Dinamita" da se okušaju u inozemstvu, ali bez uspjeha. Razočaran, riješio je da ode sam, ali mu je krajem 1969. stigao poziv da se priključi "Korni grupi" i zamjeni pjevača Dalibora Bruna. Po njegovom prelasku u Beograd, "Dinamiti" su prestali s radom. Ubrzo je Topić u "Korni grupu" doveo i Josipa Bočeka. U sastavu je počeo komponirati i tako su nastale njegove prve pjesme "Remember", "Žena je luka a čovjek brod" i "Prvo svjetlo u kući broj 4" u kojoj je autorstvo podijelio s Kornelijem Kovačem. Iako su te skladbe bile u maniri progresivnog rocka kojeg je Kornelije u to vrijeme zastupao, nijedna se nije našla na pločama "Korni grupe".

## Sastav Time
Dado Topić u rujnu 1971. napušta sastav "Korni grupa" i u Zagrebu uz pomoć menadžera Vladimira Mihaljeka osniva sastav Time. Sastav je službeno nastao u studenom 1971., a u postavu su činili: Dado Topić, (vokal), Tihomir Pop Asanović, (klavijature), Vedran Božić, (gitara), Mario Mavrin, (bas), Ratko Divjak, (bubnjevi) i Brane Lambert Živković, (klavir i flauta).
Prvi LP Time izdaju 1972., za koji je Topić većinu skladbi napisao još dok je bio član "Korni grupe". Album objavljuje diskografska kuća Jugoton, a producent na materijalu je Vladimir Mihaljek Miha. Na albumu se našla epski široka skladba "Za koji život treba da se rodim", jazz orijentirana "Kralj alkohol" (glazba Alberto Krasnići), "Istina mašina", neobavezna "Hegedupa upa" i balada "Pjesma No. 3".
Album Time II koji je snimio s Asanovićem, Divjakom i Dragim Jelićem iz "YU grupe", objavljuju 1975. kod izdavača "PGP RTB", a Topić na njemu svira bas-gitaru, dok su se na materijalu našli trominutni hitovi "Alfa Romeo GTA", "Dok ja i moj miš sviramo jazz", zatočeništvom inspirirana "Živjeti slobodno", balade "Da li znaš da te volim", "Divlje guske" i "Balada o 2000", za koju je glazbu napisao Alberto Krasnići.
Sljedeći album  Život u čizmama s visokom petom, Topić je snimio u Münchenu s glazbenicima: Vedran Božić (gitara), Chris Nicholls (klavijature), Ratko Divjak (bubnjevi), Karel Čarli Novak (bas), Piko Stančić (bubnjevi) i Zdenka Kovačiček (prateći vokali). Objavljen je 1976. kod izdavačke kuće "PGP RTB". Na albumu se uz ostale skladbe nalazi i hit "Rock'n'roll u Beogradu".
Krajem 1977. godine propala je kombinacija sa super sastavom "K2" u kojoj su trebali biti Kornelije Kovač, Dado Topić, Ratko Divjak, Čarli Novak, Sloba Marković i Josip Boček. Kada su se krajem 1977. Petej i Vedran zaposlili kao studijski glazbenici, grupa Time je službeno prestala s radom.

## Kraj '70-ih
Topić i Nicholls su pristupili beogradskoj grupi "Ribeli" koja je ime promijenila u "Mama Co Co". Nastupali su redovno u "Domu omladine Beograda" i pratili Zdravka Čolića na turneji "Putujući zemljotres". Brojni vjerni obožavatelji teško su mu oprostili što je kao basist bio u pratećoj grupi tipične pop zvijezde. Topić je u duetu s Borisom Aranđelovićem 1979. pjevao na singlu "Na Balkanu" sastava "Smak".  
Iste godine postigao je hit sa skladbom "Floyd" Zorana Simjanovića, napisanom za film "Nacionalna klasa" redatelja Gorana Markovića. Zatim je na dvostrukom samostalnom albumu Neosedlani donio novi autorski koncept. Album je objavljen 1979., kod izdavača "PGP RTB". U jedanaest pjesama, prateći princip filmskog scenarija, obradio je životnu priču zamišljenog junaka Jovana koji je napustio Jugoslaviju u želji za udobnim životom. U vremenskom periodu od deset godina Jovan je postao žigolo, kockar, polako je propadao i sve intenzivnije otkrivao vrijednost svoje zemlje. U posljednjoj skladbi, "Hej, Jugoslaveni" iskorišteni su stihovi "Ostajte ovdje" Alekse Šantića, a tu su i stihovi Exupéryja i Jure Kaštelana. Na snimanju su sudjelovali Josip Boček, Ratko Divjak, Čarli Novak, Chris Nicholls, gitarist Srđan Miodragović i Slađana Milošević. Produkciju su radili Dado Topić i Enco Lesić, a ploča je snimana u beogradskom studiju "V" od prosinca 1978. do lipnja 1979. 

## 1980-e
Sljedeći LP Šaputanje na jastuku objavljen je 1980.g. Radili su ga Topić, Chris Nicholls, bubnjar Dragan Gajić i basist Tomislav Suh. Skladbe kao što je "Elizabet", koja se nalazi na A strani, doživjele su uspjeh na radiju, dok su ambicioznije "Zvjezdana prašina" i "Mojim prijateljima", s B strane, prošle gotovo nezapaženo. 
Sa Slađanom Milošević Topić je za Pjesmu Eurovizije snimio pop skladbu "Princeza" koja se pojavila na maksi singlu. Uspjeh te suradnje doveo je do objavljivanja zajedničkog CD-a na kojemu se nalazi izbor pjesama iz karijere Slađane Milošević i Dade Topića. Topić je objavio mini LP Vodilja na kojemu je skladba "Vodilja" iz dva dijela komponirana na rodoljubni tekst. 
Polovinom osamdesetih godina Topić je svoju karijeru nastavio na festivalima zabavne glazbe. Na festivalu "MESAM 84." izveo je skladbu Sanje Ilića "Bit ćemo zajedno" objavljenu na ploči Parada hitova (Jugoton 1984.). Sljedeće godine na istoj manifestaciji pjevao je pjesmu Srđana Jula "Ne mogu ubiti ljubav" i ona je objavljena na ploči MESAM (PGP RTB 1985.). Na MESAM-u 1988. izveo je skladbu Kornelija Kovača "Žena od porculana" i ona je objavljena na ploči MESAM 88 (Jugoton 1988.). Na Zagreb festu 1986. Mira i Dado Topić izveli su pjesmu "Zagreb by night" koja je također objavljena na festivalskoj ploči.

## 1990-e
Krajem osamdesetih Topić se preselio u Austriju gdje je 1993. objavio mini CD Call It Love. Na njemu su četiri mainstream orijentirane skladbe, producirane u suradnji sa Zwertnigom, suvlasnikom izdavačke kuće i studija "Montana". U tom periodu nastupao je s grupom "The Spise" koja je svirala standarde. Nakon toga često nastupa u inozemstvu, a prate ga strani glazbenici. Živi u Poreču, a u Grožnjanu otvara vrlo dobro opremljen studio. 1994. godine s Parnim valjkom snima pjesmu "Molitva" koju pjeva u duetu s Akijem Rahimovskim, za koju je dobio i Porina za najbolju vokalnu suradnju, te je čest gost na njihovim koncertima. Kasnije nastupa s reproduktivnim "Telephone Blues Bandom". Godine 1998. Topić je s Vedranom Božićem, Ratkom Divjakom i mladim glazbenicima ponovo pokrenuo grupu Time, ali samo povremeno nastupaju. Čest je gost na festivalima, pa 1997. godine na Festivalu "Melodije Istre i Kvarnera", na večeri autorske skladbe, dobiva prvu nagradu kritike i publike za izvođenje pjesme "Nisan znal". Iste godine glumio je i pjevao u rock operi "Crna kraljica", a sljedeće je sudjelovao na dva koncerta podsjećanja na staru rock operu "Gubec Beg". Uz Topića, tih večeri su pjevali Josipa Lisac, Massimo Savić i Tony Cetinski.

## 2000-te
Topić često putuje po inozemstvu gdje upoznaje mnoge glazbenike od kojih stječe nova znanja i iskustva, koje planira jednom primijeniti u vlastitom studiju. Upoznaje mnoge članove sastav "Blood Sweat & Tears", "Bryan Auger & Oblivion Express",  "Weather Report", te Bryana Adamsa, na čijem koncertu nakon petnaest godina poznanstva nastupa sa sastavom "Dragonfly". S tim sastavom nastupa već duže vrijeme, uglavnom po koncertima uživo.
Zajedno nastupaju na "Dori 2007.", koja je održana u Opatiji i zauzimaju prvo mjesto sa skladbom "Vjerujem u ljubav", te predstavljaju Hrvatsku u svibnju iste godine na Eurosongu u Finskoj. Međutim, u iznimno jakoj konkurenciji od čak 28 pjesama, skladba "Vjerujem u ljubav" nije se svidjela gledateljima koji su glasovali putem telefona i nije uspjela izboriti završnicu Eurosonga u Helsinkiju.
Pjesma je u polufinalu Eurosonga 2007. zauzela 16. mjesto, osvojivši 54 boda.

## Diskografija

### Albumi i kompilacije
- 1979.: Neosedlani (PGP RTB)
- 1980.: Šaputanje na jastuku (PGP RTB)
- 1989.: Slađana i Dado (PGP RTB, kompilacija)
- 1993.: Call it love (Montana mini CD)
- 2001.: Otok u moru tišine
- 2001.: ZadarFest 2001
- 2002.: Zvuk osamdesetih Zabavna i Pop 1984 - 1985
- 2004.: Apsolutno sve
- 2005.: Hitomanija 2
- 2006.: Nakon svih ovih godina
- 2007.: Pjesme ljubavne

### Time (albumi)
- 1972.: Time (Jugoton)
- 1975.: Time II (Alta - PGP RTB)
- 1976.: Život u čizmama s visokom petom (PGP RTB)

### Singlovi
- 1973.: "Život moj" (Jugoton)
- 1973.: "Makedonija" / "Reci, ciganko, što mi u dlanu piše" (Jugoton)
- 1975.: "Kad jednom otkrijem covjeka u sebi" / "Da li znaš da te volim" (PGP RTB)
- 1976.: "Tin i Tina" / "Dok sjedim ovako u tvojoj blizini" (PGP RTB)
- 1976.: "Kad smo ja i moj miš bili bokseri" / "Dok ja i moj miš sviramo jazz" (PGP RTB)
- 1976.: "Poželi nešto" / "Superstar" (PGP RTB)
- 1983.: "Vodilja" (PGP RTB, mini LP)
- 1984.: "Princeza" (PGP RTB, maksi singl)
- 2007.: "Vjerujem u ljubav" - Dragonfly feat. Dado Topić (Croatia Records)

## Vanjske poveznice
- Životopis
- Topić - utemeljitelj grupe Time
- Intervju (2007.)
- Službena stranica
- Grupa Time  Arhivirana inačica izvorne stranice od 3. listopada 2008. (Wayback Machine)